# Deșteaptă-te, române!

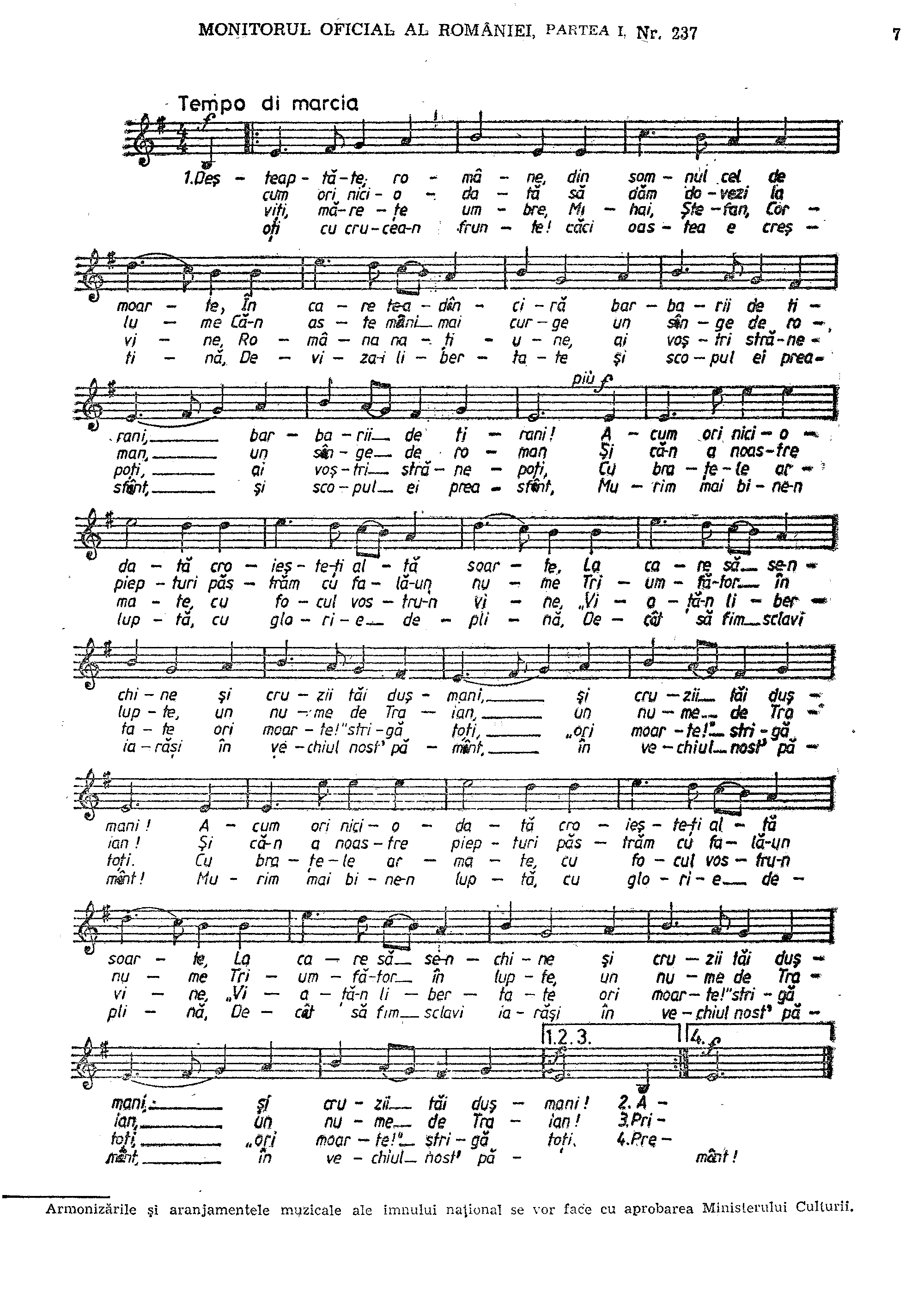
Bladmuziek van Deșteaptă-te, române!

Deșteaptă-te, române! (vertaling: ontwaak, Roemeen!) is sinds 1989 het volkslied van Roemenië, en van 1989 tot 1994 ook het volkslied van Moldavië. 
De tekst is geschreven door Andrei Mureșanu (1816-1863), dichter van romantische werken, journalist, vertaler en een volksleider uit de tijd van de 1848-revolutie. De muziek is gecomponeerd door dichter, zanger en schrijver Anton Pann (1796-1854).
Het gedicht "Un răsunet" (een echo) van Mureșanu, geschreven en gepubliceerd in de tijd van de 1848-revolutie, is in enkele dagen op muziek gezet, en werd voor het eerst gezongen op 29 juni 1848 in de Walachijse stad Râmnicu Vâlcea (in Walachije was de revolutie begonnen op 11 juni). Het gedicht werd door zijn energieke en opzwepende inhoud een volkslied, onder de titel Deșteaptă-te, române!.
Het volkslied, dat de boodschap van patriottisme en vrijheid in zich draagt, is sindsdien gezongen bij elk groot conflict in Roemenië. Dit was met name het geval bij de anticommunistische revolutie van 1989, toen het het communistische volkslied "Trei culori" (drie kleuren) verdrong.
Enkele jaren was het lied ook het volkslied van de Republiek Moldavië, maar daar is het in 1994 vervangen door het huidige volkslied, "Limba Noastră" (onze taal).

## Geschiedenis
Sinds 1848 is Deșteaptă-te, române! een zeer geliefd lied bij Roemenen, dat hun moed gaf op cruciale momenten tijdens de onafhankelijkheidsoorlog (1877-1878) en de Eerste en Tweede Wereldoorlog. Tijdens de staatsgreep van 23 augustus 1944, toen Roemenië zich afwendde van nazi-Duitsland en zich aansloot bij de Geallieerden, werd het lied spontaan uitgezonden op alle radiozenders en door iedereen meegezongen.
Na de invoering van de communistische dictatuur op 30 december 1947, toen Koning Michael moest aftreden, werd Deșteaptă-te, române! verboden, evenals andere patrottische gezangen. Zong men het toch, dan riskeerde men enkele jaren gevangenisstraf. Sinds de jaren 70 kon de melodie weer worden gezongen, maar niet met de originele woorden. Op 22 december 1989, tijdens de anticommunistische revolutie, weerklonk het lied door de straten, waar het de mensenmassa's begeleidde en verenigde. Hierdoor is het sindsdien (weer) het nationale volkslied geworden.

## Dag van het nationale volkslied
Ieder jaar wordt op 29 juni de Dag van het nationale volkslied (Ziua Imnului național) gehouden. 29 juli 1848 was de dag wanneer het lied voor het eerst gezongen werd (zie hierboven). Het is geen werkvrije dag.

## Tekst
Het Roemeense volkslied bestaat uit 11 strofen, waarvan gewoonlijk slechts de strofen 1, 2, 4 en 11 worden gezongen.
Deșteaptă-te, române, din somnul cel de moarte,
În care te-adânciră barbarii de tirani
Acum ori niciodată croiește-ți altă soarte,
La care să se-nchine și cruzii tăi dușmani.
Acum ori niciodată să dăm dovezi în lume
Că-n aste mâni mai curge un sânge de roman,
Și că-n a noastre piepturi păstrăm cu fală-un nume
Triumfător în lupte, un nume de Traian.
Înalță-ți lata frunte și cată-n giur de tine,
Cum stau ca brazi în munte voinicii sute de mii;
Un glas ei mai așteaptă și sar ca lupi în stâne,
Bătrâni, bărbați, juni, tineri, din munți și din câmpii.
Priviți, mărețe umbre, Mihai, Ștefan, Corvine,
Româna națiune, ai voștri strănepoți,
Cu brațele armate, cu focul vostru-n vine,
"Viață-n libertate ori moarte" strigă toți.
Pre voi vă nimiciră a pizmei răutate
Și oarba neunire la Milcov și Carpați
Dar noi, pătrunși la suflet de sfânta libertate,
Jurăm că vom da mâna, să fim pururea frați.
O mamă văduvită de la Mihai cel Mare
Pretinde de la fii-și azi mână d-ajutori,
Și blastămă cu lacrămi în ochi pe orișicare,
În astfel de pericul s-ar face vânzători.
De fulgere să piară, de trăsnet și pucioasă,
Oricare s-ar retrage din gloriosul loc,
Când patria sau mama, cu inima duioasă,
Va cere ca să trecem prin sabie și foc.
N-ajunge iataganul barbarei semilune,
A cărui plăgi fatale și azi le mai simțim;
Acum se vâră cnuta în vetrele străbune,
Dar martor ne e Domnul că vii nu o primim.
N-ajunge despotismul cu-ntreaga lui orbie,
Al cărui jug de seculi ca vitele-l purtăm;
Acum se-ncearcă cruzii, cu oarba lor trufie,
Să ne răpească limba, dar morți numai o dăm.
Români din patru unghiuri, acum ori niciodată
Uniți-vă în cuget, uniți-vă-n simțiri.
Strigați în lumea largă că Dunărea-i furată
Prin intrigă și silă, viclene uneltiri.
Preoți, cu crucea-n frunte căci oastea e creștină,
Deviza-i libertate și scopul ei preasfânt.
Murim mai bine-n luptă, cu glorie deplină,
Decât să fim sclavi iarăși în vechiul nost'pământ.

## Vertaling strofen 1, 2, 4 en 11
Ontwaak, Roemeen, uit de slaap der dood,
Waarin barbaarse tirannen je susten
Nu of nooit: geef je lot 'n and're wending
Zodat het zelfs des vijanden wreedheden onderwerpt.
Nu of nooit, bewijzen wij de wereld
Dat in deez' handen nog steeds Romeins bloed vloeit
En dat wij in onze borst, een roemrijke naam bewaren
een overwinnaar in de strijd, een naam als Trajanus!
Beziet, grootste schaduwen, Michel, Stefan, Corvinus,
De Roemeense staat is jullie oir
Wapens ter hand genomen, jullie vuur in d'aderen
Schreeuwen allen: "Leven in vrijheid of anders de dood!"
Priesters, met het kruis vooraan! Want christelijk is het leger
Vrijheid is het devies en heilig is het streven
Beter vechtend te sterven in volle glorie
Dan opnieuw slaaf te zijn op onze oude grond!